# Annika Hagström
Else Annika Hagström, född 11 oktober 1942 i Stockholm, är en svensk journalist, TV-producent, dokumentärfilmare, programledare, sångerska och författare.
Hagström har skrivit för Norrskensflamman och arbetat på Expressen under sju år, på TV 4 med bland annat Rikets affärer och 23 år på Sveriges Television där hon bland annat gjorde Caramba! 1989–1990 med Jacob Dahlin och Magazinet med Jan Guillou. Sedan 1997 frilansar hon som journalist. Hon har även gjort tretton dokumentärfilmer, främst för TV4. Dessutom har hon varit programledare för Ring P1. Under 1999–2000 var hon gästprofessor vid JMG (institutionen för Journalistik och Masskommunikation) i Göteborg.
Under 1980-talet gav Hagström ut några singlar tillsammans med Jacob Dahlin och Vikingarna, varav Tredje gången gillt blev populär.
Hagström har varit sommarpratare i Sommar i P1 tre gånger, 1985, 1986 och 2013.
Från 1976 och fram till hans död 2019 var hon gift med journalisten Anders Ehnmark. Paret har en son tillsammans.